# Marija Češčut
Marija Češčut, učiteljica, kulturna delavka, * 24. avgust 1942, Gorica.

## Življenje in delo
Rodila se je v Gorici, oče je bil Franc, delavec v tržiški ladjedelnici, mati Ana (rojena Bergant). Slovensko osnovno šolo je obiskovala v Sovodnjah, medtem ko je nižjo srednjo šolo zaključila v Gorici. Vpisala se je na slovensko klasično gimnazijo v Gorici in maturirala na Klasičnem liceju leta 1961. Hitro je začela s poučevanjem in istočasno je študirala na filozofski fakulteti tržaške Univeze (smer leposlovna skupina) ter bila kot štipendistka tudi na ljubljanski slavistiki (med leti 1967–69). Leta 1972 je diplomirala na Univerzi v Trstu z disertacijo La rivolta dei Tolminotti nel 1713 e il romanzo storico »Tolminci« di Ivan Pregelj (Tolminski punt leta 1713 in zgodovinski roman Ivana Preglja Tolminci), v kateri je z raznimi arhivskimi viri dokazala, da se je Ivan Pregelj pri oblikovanju zgodovinskega ozadja romana zelo zvesto naslanjal na arhivske in zgodovinske vire o tolminskem puntu. Učila je na nižji srednji šoli Igo Gruden v Nabrežini, na nižji srednji šoli Srečko Kosovel na Opčinah, od leta 1973 dalje pa na znanstvenem liceju France Prešeren v Trstu. Učila je slovenščino in latinščino.
Marija Češčut je bila od vedno vpletena v kulturno delovanje Slovencev v Italiji in je tudi mnogo publicirala. Pisala je za tržaško Mladiko, objavljala je za Koledar Goriške Mohorjeve družbe, od začetka je bila med uredniki Primorskega slovenskega biografski leksikona in je vanj prispevala tudi mnogo gesel. S Kulturnimi oddajami je sodelovala na Radiu Trst A. Od leta 1973 je odbornica in glavno gibalo pri Goriški Mohorjevi družbi - GMD, čeprav ni nikoli silila v ospredje. V dolgi zgodovini GMD ima prof. Češčutova tudi velike zasluge pri navezovanju stikov z avtorji in oblastmi v Ljubljani pred osamosvojitvijo Slovenije, v času ko knjige Goriške Mohorjeve družbe niso imele dovoljenja za slovenski knjižni trg in takratno Jugoslavijo.
Leta 2021 so ji podelili priznanje Kazimir Humar, za njeno nesebično delovanje v dobro slovenske narodne skupnosti v Italiji.